# Zenoah
Zenoah är en japansk tillverkare av skog- och trädgårdsprodukter som sedan 2007 ingår i svenska Husqvarna. Zenoah har bland annat utvecklat små och lätta motorsågar, som är mycket populära bland arborister.
Zenoah tillverkar även bensinmotorer för hobbybruk, exempelvis radiostyrda bilar, båtar, helikoptrar och flygplan.
Nedan följer information om deras hobbymotorer. Dessa drivs av vanlig bensin som används i personbilar. Bensinen blandas med 2,5 till 4 procent tvåtaktsolja.
Båt
G231PUM   	(22.5cm³)
G260PUM 	(25.4cm³)
Bil
G230RC  	(22.5cm³)
G240RC  	(22.5cm³)
G260RC  	(25.4cm³)
G270RC  	(25.4cm³)
Helikopter
G231PUH  	(22.5cm³)
G260PUH 	(25.4cm³)
Flygplan
G260PU 	 	(25.4cm³)
G380PU  	(37.4cm³) 	
G200PU 	 	(20.1cm³)
G260PU-EI  	(25.4cm³)	
G450PU 	        (45cm³)	
G620PU          (62cm³)
G800BPU         (80cm³)